# Nicanor Duarte Frutos

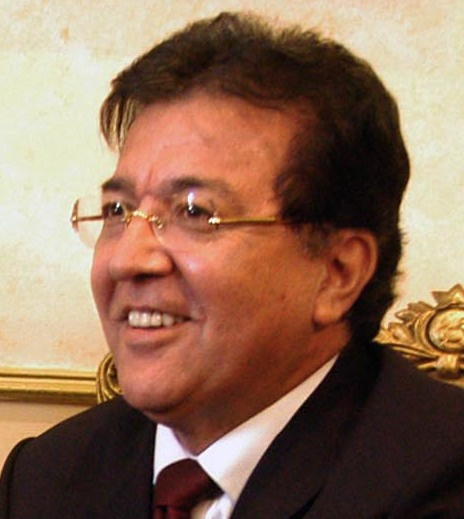
Nicanor Duarte Frutos

Óscar Nicanor Duarte Frutos [nikaˈnor ˈdu̯arte ˈfrutos] (* 11. Oktober 1956 in Coronel Oviedo) ist ein paraguayischer Politiker und Jurist. Er war vom 15. August 2003 bis zum 15. August 2008 Präsident von Paraguay.

## Leben
Duarte wurde am 28. Juli 1971, im Alter von 14 Jahren, Mitglied der Colorado-Partei. Er studierte bis 1984 Rechtswissenschaften an der Universidad Católica Nuestra Señora de la Asunción und bis 1989 Philosophie an der Universidad Nacional de Asunción. Es folgte 1992 ein Postgraduiertenstudium in politischen Wissenschaften an der Universidad Nacional und bei der Hanns-Seidel-Stiftung.
Ursprünglich Anwalt und Professor für Soziologie und Ethik, arbeitete er von 1980 bis 1991 als Kolumnist und Journalist für die Tageszeitung Ultima Hora und war Minister für Bildung unter den Regierungen von Juan Carlos Wasmosy und Luis Ángel González Macchi.
Duarte Frutos war vom 15. August 2003 bis zum 15. August 2008 amtierender Präsident der Republik Paraguay, nachdem seine Partei, die Colorados, am 27. April 2003 erneut die Präsidentschaftswahlen für sich entscheiden konnten. Er öffnete die konservative Colorado-Partei etwas zur linken Mitte hin und betrieb eine Schaukelpolitik zwischen den links regierten Staaten Südamerikas und den USA. Bei seiner Amtseinführung war Fidel Castro unter den Gästen – der erste Besuch des kubanischen Präsidenten in Paraguay.
Während seiner am 15. August 2008 beendeten Amtszeit konnte Duarte nur mäßige Erfolge bei der Überwindung der schweren Wirtschaftskrise erzielen, so etwa ein Anstieg des BIP, eine Reduzierung der Staatsverschuldung und die Überwindung des chronischen Haushaltsdefizits. Da sich diese Entwicklung jedoch nicht unmittelbar in einer Verbesserung der Lebenssituation weiter Bevölkerungsteile niederschlug, verlor Duarte im Laufe seiner Amtszeit an Zustimmung, wobei fehlende Arbeitsplätze, der Bereich der inneren Sicherheit und Korruption wesentliche Kritikpunkte darstellen.
Im Jahr 2007 beteiligte sich Paraguay unter seiner Regierung an der Gründung der „Bank des Südens“, die eine Alternative zur Weltbank darstellen soll.
Er ist verheiratet mit María Gloria Penayo und hat sechs Kinder.